# Hysteria

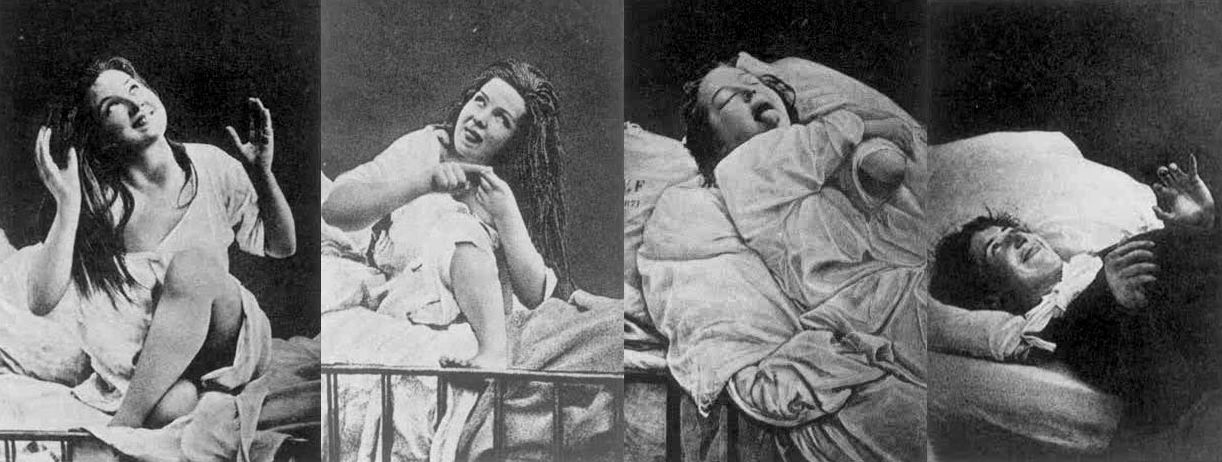
Phụ nữ mắc chứng hysteria

Hysteria, tiếng Việt còn gọi là chứng ictêri hay chứng cuồng loạn là một trạng thái của tâm thức, biểu hiện là sự kích động thái quá, không thể điều khiển được các cảm xúc. Những người bị "hysteria" thường mất tự chủ do một nỗi sợ hãi gây ra bởi nhiều sự kiện trong quá khứ có liên quan đến một số mâu thuẫn nghiêm trọng, bệnh thường xuất hiện sau một chấn thương tâm lý ở những người nhân cách yếu. Trong bảng phân loại bệnh quốc tế lần thứ 10 (ICD-10), Hysteria được gọi là rối loạn phân ly. Tỷ lệ gặp ở 0,3-0,5% dân số, thường gặp ở nữ giới. Biểu hiện bệnh rất đa dạng: Những dấu hiệu dạng cơ thể như mệt mỏi hụt hơi, khó thở, đau nhức... nhưng không có bằng chứng xác đáng về bệnh cơ thể; Những biểu hiện về tâm thần kinh như khóc cười, sợ hãi vô cớ, la hét, mất hoặc tăng cảm giác..., ý thức chỉ bị ảnh hưởng. Đặc điểm quan trọng là bệnh nhân rất dễ tự ám thị và bị ám thị ly kỳ hóa hiện tượng, kịch tính hóa, thích được mọi người chú ý. Nói chung, các chuyên gia y tế hiện đại đã không còn coi hysteria như là một triệu chứng để chẩn đoán, mà xem như là một chứng bệnh được xác định chính xác.

## Triệu chứng
Xuất hiện các cơn co giật, co cứng sau một chấn thương tâm lý. Bệnh nhân giãy dụa la hét, đập giường... nhưng ý thức vẫn tỉnh táo và vẫn nhận biết được xung quanh, thích được mọi người chú ý. Cơn rối loạn cảm xúc: kêu khóc, cảm xúc hỗn độn, nói không chuẩn (không ăn nhập với chủ đề xung quanh), gào thét không rõ lý do, ý thức không bị rối loạn, hiếm gặp ý thức thu hẹp nhẹ. Trong một số trường hợp, bệnh nhân có ảo giác (thường là ảo thị - bệnh nhân nhìn thấy những hiện tượng không có từ bên ngoài...). Bệnh nhân rất dễ bị ám thị và tự ám thị (nhận thức không đúng về sự vật hiện tượng xảy ra). Có thể gặp rối loạn vận động như run, co giật, liệt chức năng. Rối loạn cảm giác, mất hoặc tăng cảm (kích thích nhỏ, bệnh nhân cảm nhận lớn hơn bình thường). Cảm giác đau và sơ đồ cảm giác da của cơ thể; Cảm giác nội tạng cũng bị rối loạn như đau bụng, đau ngực, đau vùng tim...

## Nguyên nhân
Nguyên nhân thường là do những chấn thương tâm lý, lo sợ cao độ, tức giận bi quan, bệnh cơ thể mà theo người bệnh hiểu là hiểm nghèo. Yếu tố thuận lợi là những người có nhân cách yếu, kém ý chí, thần kinh dạng nghệ sĩ, nhiễm độc, nhiễm trùng, bệnh tim mạch...

## Điều trị
Điều trị bệnh này bằng biện pháp tâm lý, thôi miên, tạo quan hệ tốt giữa bác sĩ và bệnh nhân, cơn bệnh sẽ qua đi trong thời gian ngắn. Trong một số trường hợp khó khăn hơn, cần sử dụng ngay benzodiazepin, sau đó dùng thuốc chống trầm cảm liều thấp ví dụ như elavil, hoặc các thuốc mới như prozac, remeron, sertralin.

## Lịch sử
Nguồn gốc của thuật ngữ Hysteria bị quy cho  Hippocrates, mặc dù thuật ngữ này không được sử dụng trong các sách của Hippocrates. Trong các ghi chép của mình, Hippocrates có đề cập đến một loạt các triệu chứng bệnh, chẳng hạn như nghẹt thở và bệnh Heracles là hội chứng chuyển động tử cung của người phụ nữ đến các địa điểm khác nhau trong cơ thể của mình, tử cung có màu sáng và khô do thiếu các chất dịch của cơ thể. Trong sách đó có một đoạn văn mà ông đề nghị nên mang thai để chữa các triệu chứng như vậy, vì giao hợp sẽ "làm ẩm" tử cung và tạo điều kiện lưu thông máu trong cơ thể.
Trong thế giới phương Tây, cho đến thế kỷ 18, hysteria trong y khoa được xem là bệnh của phụ nữ, gây ra bởi những rối loạn của tử cung (từ ὑστέρα tiếng Hy Lạp "hystera" = tử cung). Đến giữa thế kỷ 19, hysteria được xem như là những rối loạn chức năng tình dục. Phương pháp điều trị điển hình là xoa bóp bộ phận sinh dục của bệnh nhân, hay dùng máy rung hoặc phun nước để gây cực khoái.
Sau này, Jean-Martin Charcot, một nhà thần kinh học Pháp đã nhìn nhận Hysteria như là một chứng rối loạn tâm lý. Năm 1893 Sigmund Freud dựa trên những khám phá của Charcot đã định nghĩa hysteria là 1 dạng "phân ly của ý thức". Charcot đã xây dựng lý thuyết về cơ chế hysteria thông qua nghiên cứu về "bệnh thần kinh" đối với các bệnh nhân ngoại trú vào năm 1887 và 1888. Sau đó, ông tiếp tục các nghiên cứu đầy đủ của mình về hysteria tại Salpetriere ở Pháp, nơi đây ông đã tuyên bố nguyên nhân của chứng hysteria là do "yếu tố di truyền". Charcot đã sử dụng phương pháp thôi miên để điều trị.
Trong những năm đầu 1890, Freud xuất bản một loạt các bài viết về hysteria để phổ biến những phát kiến trước đó của Charcot và bắt đầu những quan điểm phát triển của mình về hysteria. Đến năm 1920 Lý thuyết của Freud đã có ảnh hưởng ở Anh và Mỹ.

## Các lý thuyết và phương pháp hiện đại
Hiện nay thuật ngữ tâm thần chia ra làm hai loại rối loạn mà trước đây gọi chung là hysteria: somatoform and dissociative. Các rối loạn dissociative trong DSM-IV-TR bao gồm mất trí nhớ, rối loạn sắc, rối loạn mất nhân cách... Rối loạn somatoform bao gồm các rối loạn chuyển đổi, rối loạn cơn đau mãn tính... Trong rối loạn somatoform, bệnh nhân bị các triệu chứng như đau lưng thấp hoặc liệt chân tay mà không có nguyên nhân vật lý rõ ràng.
Tất cả các rối loạn này được cho là vô thức, không phải giả vờ hoặc cố ý giả vờ.
Các nhà tâm lý học theo thuyết của Freud cho rằng các triệu chứng hyesteria là những nỗ lực của tiềm thức để bảo vệ các bệnh nhân từ sự căng thẳng tâm linh. Động cơ tiềm thức bao gồm từ sơ cấp như là các triệu chứng trực tiếp làm giảm stress (như khi một bệnh nhân ho để giải phóng năng lượng bị dồn nén từ việc giữ bí mật), cho đến các triệu chứng  thứ cấp là các triệu chứng cung cấp một lợi thế độc lập cho bệnh nhân, chẳng hạn ghét công việc mình đang làm nên ở nhà.